# Кантабрійські стели
Кантабрійські стели являють собою монолітні кам'яні диски різних розмірів, ранні прецеденти яких були вирізані за останні століття до романізації Кантабрії на північному Піренейському півострові. Кантабрійські стели включають свастики, тріскелі, хрести, спіралі, спіралі, воїни або доримські похоронні подання серед своїх звичайних орнаментів. Найвідомішою називається Естела-де-Баррос (Barros Stele), яку можна відвідати в Парк-де-лас-Естелас (Stelae Park) у місті Баррос, в Лос-Корралес-де-Буельна. Ця стела є частиною нинішнього герба Кантабрії і сенс тетраскеліона буде пов'язаний з сонячним поклонінням. Величезний розмір стелі Barros являє собою основну відмінність від менших стел, знайдених в інших частинах північної Іспанії. На додаток до Естела-де-Барроса, ми бачимо ще одну велику, фрагментарну стелу в Парк-де-лас-Естелас.
Інші знайдені стели експонуються в Обласному музеї доісторії та археології Кантабрії в Сантандері. У Ломбері знайдено два стелі, інший - в Цюріті, що показує іконографічне прикрасу грифа, що нападає на загиблого воїна, а інший - біля кантабрійського каструму Еспіна-дель-Гальєго. У свою чергу, були знайдені фрагменти інших кантабрійських стел, як третя Ломбера і Стела Сан-Вісенте де Торанцо, де на одній стороні зображений кантабрійський воїн на конях, разом з іншими меншими.
Кантабрійські стели є найважливішим свідченням кантабрійського доримського народу і одним з найбільш репрезентативних символів Кантабрії сьогодні, які все ще використовуються в Кантабрії в середні віки і навіть під час бароко, як і старі, але частково втрачають дископодібна форма і заміна сонячних мотивів на хрести [1]. Середньовічна і сучасна диско-стела також були характерні для інших регіонів північної Іспанії. Численні приклади були знайдені в Країні Басків, а деякі - у Наваррі, а також у Кантабрії.
Поточний вплив
Сучасна інтерпретація цих стел і римського прапора, Кантабрум, дає початок нинішньому кантабрійському лабару, неофіційному прапору, який широко використовується серед кантабрійців. [2] Так само, каменярі та художники з багатьох куточків Кантабрії відтворюють стародавні стели або створюють нові, подібні до тих, що висічені з каменю або дерева, іноді використовуються як прикраси для нових споруд. Аналогічним чином, репродукції стел в деревині або металі зазвичай зустрічаються в підвісках і маленьких фігурках, які дають уявлення про важливість як кантабрійського символу.